# Zêtacisme
Le zêtacisme ou zétacisme, formé sur le nom de la lettre grecque ζ, zêta, désigne un phénomène articulatoire, que l'on peut considérer opposé au rhotacisme, et consiste essentiellement dans l'évolution du son /r/ vers /z/.
Durant le haut Moyen Âge, un zêtacisme du r intervocalique a pris naissance dans le Languedoc, puis a progressivement remonté le cours du Rhône et de la Seine jusqu'à atteindre Paris, que le peuple prononçait alors [Pazi]. Il y a eu réaction conservatrice des élites parisiennes contre cette évolution jugée populaire et ridicule, et, le français de Paris faisant déjà norme, la mutation a régressé puis disparu. Il en reste quand même une trace en français moderne, le doublet chaire/chaise, issu du latin cathedra, ainsi qu'en toponymie : en Île-de-France, le latin oratorium est devenu Ozoir. 